# Gli ultimi guardiani
Gli ultimi guardiani (Последний Дозор, traslitterato Poslednij Dozor) è un romanzo di Sergej Luk'janenko, pubblicato nel 2006 e quarto di una serie di sei romanzi, nota come Ciclo dei Guardiani. Il genere dell'opera spazia dal fantasy al gotico all'horror, ambientandosi nella Mosca contemporanea.

## Trama
Gli Altri di Mosca indagano sui misteriosi "ultimi guardiani" e le indagini li porteranno a collaborare con la Guardia di Edimburgo. Anton Gorodeckij vede i suoi figli prendere strade inaspettate e scoprirà che lo stesso multiverso non è quello che sembra.

## Edizioni
- Sergej Luk'janenko, Gli ultimi guardiani, Milano, Arnoldo Mondadori Editore, 2008, ISBN 978-8804576129.